# Richard Proenneke
Richard Louis Proenneke (/ˈprɛnəkiː/; nascido em 4 de maio de 1916 – falecido em 20 de abril de 2003) foi um autodidata naturalista, conservador, escritor e fotógrafo americano da vida selvagem. Por volta dos 51 anos, Proenneck se mudou para as montanhas do Alasca, perto da praia de Twin Lakes, onde construiu, com as próprias mãos, uma cabana de madeira e viveu sozinho por quase 30 anos (1968-1998). Com exceção de alguns suprimentos aéreos que recebia ocasionalmente, ele caçava, pescava, plantava e colhia sua própria comida. Também documentou seu dia a dia em filme e por escrito, deixando um registro valioso de informações naturais e meteorológicas. Mais tarde, outras pessoas utilizaram seus filmes e registros para escrever livros e produzir documentários sobre o tempo que ele passou na natureza.
Após sua morte, Proenneke deixou sua cabana para o Serviço Nacional de Parques e, quatro anos depois, ela foi incluída no Registro Nacional de Lugares Históricos. A cabana é uma atração popular do Parque Nacional e Reserva do Lago Clark.

## Infância
Seu pai, William Christian Proenneke (nascido em 1880 – falecido em 1972), serviu durante a Primeira Guerra Mundial e ganhava a vida perfurando poços, construindo e pintando casas. Sua mãe, Laura (nascida Bonn em 1884 – falecida em 1966), era dona de casa e jardineira. Seus pais se casaram em dezembro de 1909 e tiveram quatro filhos e três filhas: Robert, Helen, Lorene, Richard (Dick), Florence, Paul e Raymond (Jake). Estima-se que Richard tenha nascido em 1917, mas os censos e registros de seguridade social constam que Richard Louis Proenneke nasceu em 4 de maio de 1916, em Primrose, Harrison Township, Lee County, Iowa.
Proenneke terminou o ensino fundamental em Primrose, mas largou a escola durante o segundo ano do ensino médio porque não gostava de estudar. Até 1939, ele trabalhou nos arredores de Primrose, dirigindo tratores, operando equipamentos agrícolas e realizando as tarefas típicas exigidas nas fazendas familiares de Iowa naquela época. Ele também gostava de motocicletas e comprou uma Harley Davidson quando era adolescente.

## Carreira na marinha
Proenneke se alistou na Marinha dos Estados Unidos um dia depois do ataque a Pearl Harbor e serviu como carpinteiro. Ele ficou quase dois anos na base naval antes de ser transferido para São Francisco à espera de uma nova missão a bordo. Após escalar uma montanha próxima da cidade, ele contraiu febre reumática e ficou seis meses internado no Hospital Naval de Norco. Em 1945, durante seu período de recuperação, a guerra chegou ao fim e ele recebeu uma dispensa médica da marinha. De acordo com Sam Keith, um de seus biógrafos e amigo, esse período de enfermidade foi muito revelador para Proenneke, levando-o a tomar a decisão de dedicar o resto de sua vida ao fortalecimento e à saúde de seu corpo.[carece de fontes?]

## Carreira pós-marinha
Logo após ser dispensado da marinha, Proenneke estudou para se tornar um mecânico de motores a diesel. Ele se tornou um profissional muito habilidoso graças a sua ética de trabalho, inteligência e flexibilidade. Eventualmente, apesar de ser muito hábil em seu ofício, ele cedeu ao seu amor pela natureza e foi morar no estado do Oregon para trabalhar em um rancho de ovelhas. Em 1950, ele se mudou para a Ilha de Shuyak, no Alasca.
Por muitos anos, Proenneke trabalhou como técnico e operador de equipamentos pesados na Estação Aeronaval de Kodiak. Ele passou os anos seguintes atuando por todo o Alasca como pescador e técnico de motores a diesel. Trabalhou também para a Agência de Controle da Pesca e Vida Selvagem dos Estados Unidos em King Salmon, Península do Alasca. Suas habilidades como técnico eram amplamente reconhecidas e requisitadas, o que lhe permitiu economizar para a aposentadoria.[carece de fontes?]

## Cabana em Twin Lakes
No dia 21 de maio de 1968, Proenneke chegou em seu novo lar, Twin Lakes, para desfrutar a aposentadoria. Ele já havia combinado de usar uma cabana localizada em Upper Twin Lake que pertencia ao capitão Spike Carrithers, aposentado da Marinha, e sua esposa Hope, ambos de Kodiak (a quem ele confiara seu trailer). A cabana deles era bem localizada às margens do lago e Proenneke escolheu um local próximo dali para a construção da sua própria cabana.
A cabana de Proenneke foi construída à mão e é famosa pelo seu excelente acabamento, resultado das suas habilidades em carpintaria e marcenaria. Ele também filmou a construção com bitolas cinematográficas de 8 mm. A maioria da estrutura e dos móveis foram feitos a partir dos materiais encontrados no local e nas proximidades, desde a brita retirada do leito do lago para a base da cabana, até as árvores para construir as paredes e a estrutura do telhado, que ele selecionou, cortou e depois trabalhou à mão com juntas intertravadas. A lareira e a chaminé foram feitas com pedras escavadas ao redor do terreno e assentadas com argamassa. Para armazenar alimentos, ele utilizava recipientes de metal: galões eram cortados em formato de bacia e enterrados abaixo da linha de congelamento, garantindo que frutas e outros alimentos perecíveis pudessem ser armazenados por muito tempo e estivessem acessíveis quando o solo congelasse durante os meses de inverno. O missionário e piloto regional de hidroaviões Leon Reid "Babe" Alsworth, amigo de Proenneke, trazia cartas, comida e pedidos que este fazia por meio dele para a rede de lojas de departamentos Sears.
Após 16 meses, Proenneke retornou para casa para visitar parentes e obter mais recursos. Na primavera seguinte, ele voltou para Twin Lakes e permaneceu lá pelos próximos trinta anos, viajando apenas ocasionalmente aos Estados Unidos contíguos para visitar sua família. Muitos anos depois, as gravações feitas por Proenneke mostrando seu dia a dia recluso foram transformadas em um documentário chamado Alone in the Wilderness. 
Em 2011, uma sequência foi produzida após descobrirem filmagens suficientes para pelo menos mais dois programas. Alone in the Wilderness: Part 2 estreou no dia 2 de dezembro do mesmo ano.
Em 2007, a cabana de Proenneke foi incluída no Registro Nacional de Lugares Históricos. O local virou uma atração popular para muitas pessoas que querem experimentar um pouco dos valores e da vida de Richard Proenneke.

## Morte e legado
Em 1999, aos 83 anos, Proenneke deixou sua cabana para viver o restante de sua vida com seu irmão Raymond em Hemet, California. No dia 20 de abril de 2003, aos 86 anos, ele faleceu após sofrer um AVC. Em seu testamento, ele deixou sua cabana para o Serviço Nacional de Parques, permanecendo uma atração popular até hoje.
Sam Keith, que conheceu Proenneke na Estação Naval de Kodiak e era seu companheiro de caça e pesca, sugeriu que os registros de seu diário poderiam servir de base para um livro. Em 1973, Keith publicou One Man's Wilderness: An Alaskan Odyssey, baseado nos diários e fotografias de Proenneke, que, no entanto, alegou que Keith havia "mudado algumas coisas" para enfeitar a história, como, por exemplo, relatar que Proenneke assumiu o papel de Rei dos Ursos e exercia poder sobre eles. No dia 1 de maio de 1999, após anos em circulação, o livro foi relançado em um novo formato, conquistando no mesmo ano o Prêmio Nacional de Literatura ao Ar Livre (NOBA - National Outdoor Book Award). Em 2013, foi publicada uma versão comemorativa em capa-dura pela Alaska Northwest Books, celebrando o quinquagésimo aniversário do lançamento de One Man's Wilderness. No ano de 2003, parte dos direitos autorais das filmagens e de trechos do livro foram usados com permissão no documentário Alone in the Wilderness, que passou a ser exibido na rede pública de televisão americana, PBS. O programa documenta a vida de Proenneke durante a construção de sua cabana a partir dos recursos naturais da região, incluindo filmagens e narração sobre a fauna, o clima e a paisagem natural enquanto acompanhamos seu dia a dia durante os meses de inverno.
Em 2005, o Serviço Nacional de Parques em parceria com a Associação de História Natural do Alasca lançaram More Readings From One Man's Wilderness, um novo volume dos diários de Proenneke. Editado por John Branson, amigo do autor e funcionário de longa data do Parque Nacional e Reserva do Lago Clark, o livro conta sobre os anos em que o parque foi estabelecido e a relação próxima que Proenneke mantinha com os funcionários, auxiliando na filmagem de áreas sensíveis e alertando sobre a presença de caçadores ilegais na região.
Em 2010, a Alaska Geographic publicou o livro The Early Years: The Journals of Richard L. Proenneke 1967-1973. Assim como More Readings From One Man's Wilderness, este volume também foi editado por John Branson. A nova coleção de diários abrange os primeiros anos de Proenneke em Twin Lakes, incluindo a construção de sua cabana e de seu armazém. Apesar das anotações coincidirem com aquelas editadas por Sam Keith em One Man's Wilderness: An Alaskan Odyssey, esta nova edição procurou apresentá-las com pouca ou nenhuma modificação, ao contrário de Keith que realizava alterações frequentes no estilo do texto.
Em 2017, foi inaugurada uma exibição do museu Richard Proenneke na Biblioteca Pública de Donnellson, em Iowa, perto de sua cidade natal, Primrose. A exibição conta com uma réplica de sua cabana, alguns escritos e outros artefatos.
Em 2016 e 2018, foram publicados, respectivamente, os livros A life in Full Stride: The Journals of Richard L. Proenneke 1981-1985 e Your Life here is an Inspiration: The Journals of Richard L. Proenneke 1986–1991. Em 2020, foi publicada a última parte dos diários de Proenneke, Reaching the End of the Trail: The Journals of Richard L. Proenneke 1992–2000. Essas últimas três coleções foram todas editadas por John Branson e publicadas pelos Amigos da Biblioteca Pública de Donnellson e o Museu Richard Proenneke.